# Владимир Тодоров
Владимир Тодоров Николов е български офицер от Държавна сигурност (генерал-лейтенант).

## Биография
Владимир Тодоров е роден на 30 август 1925 година в Мокрен, Котленско, в средно заможно семейство, има брат и две сестри. През 1940 година постъпва в Котленската гимназия, където заедно с целия си клас включен в казионната профашистка организация „Бранник“, но след това е отстранен от нея. Участва в туристическия съюз.:с. 342 – 3.
През 1943 година Тодоров се включва в незаконния комунистически Работнически младежки съюз (РМС) и става ятак на Партизанската дружина „Съби Димитров“. Скоро е разкрит и след като прави самопризнания в съда е осъден на 15 години затвор, като започва да изтърпява присъдата си в Сливенския затвор.
Владимир Тодоров е освободен от затвора след Деветосептемврийския преврат през 1944 година. През 1945 година става член на Българската комунистическа партия (БКП) и оглавява организационния отдел в околийската организация на РМС в Котел. По това време получава и диплома за средно образование. На 18 февруари 1947 година е назначен в окръжния клон на Държавна сигурност в Бургас, а от 1 октомври става началник на група. По това време се занимава главно с преследване на Горянското движение и участва лично в ликвидирането на „бандитски групи“. През 1948 година е прехвърлен в политическата полиция в централата на Държавна сигурност в София, където е повишен в инспектор (8 юни 1950) и главен инспектор (27 ноември 1951).
На 17 декември 1951 година Тодоров става началник на Държавна сигурност и заместник-началник на Окръжното управление на Министерството на вътрешните работи (МВР) в Сталин (Варна), а малко по-късно е повишен в майор. През 1953 година завършва едногодишна служебна школа в Съветския съюз. През 1955 година се жени за съветската гражданка Лидия Илинична, която е инженер-химик. През 1956 година е повишен в подполковник. На 11 февруари 1959 година става началник на Окръжното управление на МВР в Толбухин, а на 29 април 1961 година е повишен в полковник.
Малко по-късно, зад гърба на преките си ръководители в МВР, Тодоров успява да си издейства от Секретариата на Централния комитет на БКП да бъде изпратен на тригодишна партийна школа в Москва и на 16 ноември 1961 година е освободен от МВР. След като завършва школата отново е назначен в Държавна сигурност на 23 октомври 1964 година, като междинния период му е признат за стаж в службата.
След връщането си от Москва Владимир Тодоров първоначално е върнат като заместник-началник на Окръжното управление на МВР във Варна. На 9 септември 1965 година е прехвърлен в Първо управление (външно разузнаване) в София, където на 1 септември 1966 година оглавява 04 отдел за работа срещу „вражеската емиграция“. През 1968 – 1972 година е резидент на разузнаването за Западна Германия под прикритието на дипломат в търговското представителство във Франкфурт (по това време България няма дипломатически отношения и посолство в Западна Германия). Дейността му на този пост също е насочена главно срещу българските емигранти и донякъде към промишления шпионаж, а преките му ръководители я определят като незадоволителна, особено по отношение на политическото разузнаване.
След връщането му от Западна Германия ръководството на Държавна сигурност обмисля назначаването на Тодоров за началник на Второ главно управление (контраразузнаване), но в крайна сметка от 31 юли 1972 година той е назначен за заместник-началник на Първо главно управление, отговорен за арабските страни, задграничното контраразузнаване и вербуването на сътрудници в България. На 8 септември 1976 година е повишен в звание генерал-майор, а през октомври 1977 година става първи заместник-началник на разузнаването. През този период то извършва поредица от придобили публичност нападения срещу български политически емигранти. Тодоров лично планира най-известният от тези атентати – убийството на писателя Георги Марков – като в организацията му участва и бъдещия ръководител на съветския КГБ Владимир Крючков. На 6 септември 1985 година е повишен в генерал-лейтенант.
След внезапната смърт на Васил Коцев през 1986 година на 14 юли Тодоров става началник на Първо главно управление. На 9 януари 1990 година по негова заповед започва унищожаването на 20 хиляди досиета, съхранявани в отделния архив на Първо главно управление. По заповед на заместник-министъра Стоян Савов на 29 януари той получава от общия архив на Държавна сигурност и делото срещу Георги Марков, което изчезва. По-късно, след самоубийството на Савов, Тодоров твърди, че го е унищожил по устно нареждане на Савов. Той е уволнен от разузнаването на 7 февруари 1990 година.
В началото на 1991 година прокурорът Лилко Йоцов започва разследване срещу Стоян Савов и Владимир Тодоров за изчезналото досие на Георги Марков. През май 1991 година Тодоров заминава за Москва, изглежда опитвайки се да се укрие от следствието, като се връща в България на 7 ноември, след провала на Августовския пуч, ръководен от Крючков. На 19 юни 1992 година е осъден на 14 месеца затвор (на втора инстанция присъдата е намалена на 10 месеца), който излежава в Централния софийски затвор..
Тодоров е освободен през март 1993 година и през следващите години дава множество интервюта в медиите, в които отрича извършваните от Държавна сигурност нападения срещу политически емигранти и се обявява срещу разсекретяването на архивите на Държавна сигурност. През 1995 година е сред основателите и пръв председател на Асоциацията на разузнавачите от запаса, обединяваща бивши служители на Първо главно управление.
Владимир Тодоров умира на 23 декември 2012 година в София.

## Звания
- Капитан (1 юни 1951)
- Майор (26 февруари 1952)
- Подполковник (3 май 1956)
- Полковник (29 април 1961)
- Генерал-майор (8 септември 1976)
- Генерал-лейтенант (6 септември 1985)

## Награди
- Орден „9 септември“ 1944 1-ва степен (1984)
- Орден „9 септември“ 1944 2-ра степен (1976)
- ‎Орден „Народна република България“ (3-та степен 1975, втора степен 1986 – за заслуги по т.нар. „Възродителен процес“[15] – и 1-ва степен 1989)
- Орден „За военни заслуги“ (1954)